# Club Social y Deportivo Merlo
Il Club Social y Deportivo Merlo, o semplicemente Deportivo Merlo, è una società calcistica argentina con sede nella città di Merlo nell'area metropolitana bonaerense. Milita nella Primera B Metropolitana, la terza serie del calcio argentino.
Disputa le sue partite interne presso lo stadio José Manuel Moreno, situato nella limitrofa città di Parque San Martín.

## Storia
Il club venne fondato l'8 ottobre 1954 e si affiliò all'AFA nel 1956. Il nome scelto inizialmente era 9 de Julio, in omaggio alla Dichiarazione di Indipendenza argentina del 1816. Assunse l'attuale denominazione nel 1968.
Nel 2006 vince la Primera C Metropolitana, quindi, nel 2009, ottiene la promozione in Primera B Nacional vincendo lo spareggio con il Los Andes.

## Palmarès

### Competizioni nazionali
- Primera C Metropolitana: 2

1999-2000, 2005-2006

### Altri piazzamenti
- Copa Argentina:

Semifinalista: 2011-2012

## Rose delle stagioni precedenti
- 2010-2011